# Віттельсбах (діамант)
Діамант «Віттельсбах» (нім. Blauer Wittelsbacher) — великий (35,56 карата) діамант блакитного кольору, який в 1722 році як посаг Марії Амалії Австрійської перейшов до її чоловіка, баварського курфюрста Карла Альбрехта з дому Віттельсбахів. У XIX столітті був вправлений в баварську корону і залишався у розпорядженні Віттельсбахів до Першої світової війни, коли камінь був загублений.
Вважається, що саме його подарував іспанський король Філіп IV Габсбург своїй дочці, інфанті Маргариті Терезі Іспанській, як посаг. Від її чоловіка Леопольда камінь перейшов у спадок до Марії-Амалії (яка доводилася йому онукою).
У розпал Великої депресії аукційний дім «Крістіз» намагався продати історичний діамант, але на нього не знайшлося покупців.
З 1964 року знаходився в приватній колекції. 
Проданий на торгах «Крістіз» 10 грудня 2008 року за рекордну суму 16 393 250 фунтів стерлінгів (24 311 190 доларів). Покупцем виступив британський ювелір Лоренс Графф.

## Ресурси Інтернету
- Вікісховище має мультимедійні дані за темою: Віттельсбах (діамант)
- http://www.russianamerica.com/common/arc/story.php/485399?id_cr=116 [Архівовано 4 березня 2016 у Wayback Machine.]
- https://web.archive.org/web/20100111021403/http://www.diamondarticles.com/articles/famous-diamonds/wittelsbach-diamond.php